# Richard Mulligan
Richard Mulligan (n. 13 noiembrie 1932, New York City, New York, SUA – d. 26 septembrie 2000, Los Angeles, California, SUA) a fost un actor american de film și TV.

## Filmografie

### Film
| An   | Titlu                                                | Rol                            | Note          |
| ---- | ---------------------------------------------------- | ------------------------------ | ------------- |
| 1962 | 40 Pounds of Trouble                                 | Bellhop                        | nemenționat   |
| 1963 | Love with the Proper Stranger                        | Louie                          | nemenționat   |
| 1964 | One Potato, Two Potato                               | Joe Cullen                     |               |
| 1966 | The Group                                            | Dick Brown                     |               |
| 1969 | The Undefeated                                       | Dan Morse                      |               |
| 1970 | Little Big Man                                       | George Armstrong Custer        |               |
| 1971 | A Change in the Wind                                 |                                |               |
| 1972 | Irish Whiskey Rebellion                              | Paul Lachaise- Alcoholic Actor |               |
| 1972 | Harvey                                               | Dr. Lyman Sanderson            | Film TV       |
| 1973 | From the Mixed-Up Files of Mrs. Basil E. Frankweiler | Mr. Kincaid                    |               |
| 1974 | Visit to a Chief's Son                               | Robert                         |               |
| 1976 | The Big Bus                                          | Claude Crane                   |               |
| 1978 | Having Babies III                                    | Jim Wexler                     | Film TV       |
| 1979 | Scavenger Hunt                                       | Marvin Dummitz                 |               |
| 1981 | S.O.B.                                               | Felix Farmer                   |               |
| 1982 | Trail of the Pink Panther                            | Clouseau's father              |               |
| 1983 | Malibu                                               | Charlie Wigham                 | Film TV       |
| 1984 | Jealousy                                             | Merrill Forsyth                | Film TV       |
| 1984 | Meatballs Part II                                    | Coach Giddy                    |               |
| 1984 | Teachers                                             | Herbert Gower                  |               |
| 1984 | Micki + Maude                                        | Leo Brody                      |               |
| 1985 | Doin' Time                                           | Mongo Mitchell                 |               |
| 1985 | The Heavenly Kid                                     | Rafferty                       |               |
| 1986 | A Fine Mess                                          | Wayne 'Turnip' Parragella      |               |
| 1986 | Babes in Toyland                                     | Barnie / Barnaby Barnicle      | Film TV       |
| 1988 | Lincoln                                              | William H. Seward              | Miniserial TV |
| 1988 | Oliver & Company                                     | Einstein                       | Voce          |
| 1996 | London Suite                                         | Dennis Cummings                | Film TV       |
| 1997 | Dog's Best Friend                                    | Fred                           | Film TV       |